# Sonja Ziemann
Sonja Ziemann (ur. 8 lutego 1926 w Eichwalde koło Berlina, zm. 17 lutego 2020 w Monachium) – niemiecka aktorka, piosenkarka i tancerka.
W latach 50. była gwiazdą zachodnioniemieckiego kina. Zagrała wówczas główne role w filmach „Schwarzwaldmädel” i „Grün ist die Heide”, które przyciągnęły do kin po szesnaście milionów widzów.
Wystąpiła też w roli Agnieszki w filmie Ósmy dzień tygodnia (1958) w reżyserii Aleksandra Forda.
W latach 1962–1967 była żoną Marka Hłaski.